# Geruge
Geruge est une commune française située dans le département du Jura, dans la région culturelle et historique de Franche-Comté et la région administrative Bourgogne-Franche-Comté.

## Géographie

### Localisation
Le territoire de la commune est limitrophe de ceux de cinq communes :
| Courbouzon |                                        | Macornay |
| Gevingey   | Geruge                                 | Bornay   |
|            | La Chailleuse (Saint-Laurent-la-Roche) |          |

### Climat
Pour des articles plus généraux, voir Climat de la Bourgogne-Franche-Comté et Climat du département du Jura.
En 2010, le climat de la commune est de type climat de montagne, selon une étude du Centre national de la recherche scientifique s'appuyant sur une série de données couvrant la période 1971-2000. En 2020, Météo-France publie une typologie des climats de la France métropolitaine dans laquelle la commune est exposée à un climat semi-continental et est dans la région climatique Jura, caractérisée par une forte pluviométrie en toutes saisons (1 000 à 1 500 mm/an), des hivers rigoureux et un ensoleillement médiocre.
Pour la période 1971-2000, la température annuelle moyenne est de 10 °C, avec une amplitude thermique annuelle de 17,1 °C. Le cumul annuel moyen de précipitations est de 1 313 mm, avec 13,1 jours de précipitations en janvier et 9 jours en juillet. Pour la période 1991-2020, la température moyenne annuelle observée sur la station météorologique de Météo-France la plus proche, « Lons le Saunier », sur la commune de Montmorot à 6 km à vol d'oiseau, est de 11,8 °C et le cumul annuel moyen de précipitations est de 1 147,4 mm. 
La température maximale relevée sur cette station est de 39,8 °C, atteinte le 12 août 2003 ; la température minimale est de −19,6 °C, atteinte le 9 janvier 1985,,.
Les paramètres climatiques de la commune ont été estimés pour le milieu du siècle (2041-2070) selon différents scénarios d'émission de gaz à effet de serre à partir des nouvelles projections climatiques de référence DRIAS-2020. Ils sont consultables sur un site dédié publié par Météo-France en novembre 2022.

## Urbanisme

### Typologie
Au 1er janvier 2024, Geruge est catégorisée commune rurale à habitat dispersé, selon la nouvelle grille communale de densité à sept niveaux définie par l'Insee en 2022.
Elle est située hors unité urbaine. Par ailleurs la commune fait partie de l'aire d'attraction de Lons-le-Saunier, dont elle est une commune de la couronne,. Cette aire, qui regroupe 139 communes, est catégorisée dans les aires de 50 000 à moins de 200 000 habitants,.

### Occupation des sols
L'occupation des sols de la commune, telle qu'elle ressort de la base de données européenne d’occupation biophysique des sols Corine Land Cover (CLC), est marquée par l'importance des territoires agricoles (73,5 % en 2018), en diminution par rapport à 1990 (79,5 %). La répartition détaillée en 2018 est la suivante : 
zones agricoles hétérogènes (73,2 %), forêts (20,5 %), zones urbanisées (6 %), prairies (0,4 %). L'évolution de l’occupation des sols de la commune et de ses infrastructures peut être observée sur les différentes représentations cartographiques du territoire : la carte de Cassini (XVIIIe siècle), la carte d'état-major (1820-1866) et les cartes ou photos aériennes de l'IGN pour la période actuelle (1950 à aujourd'hui).

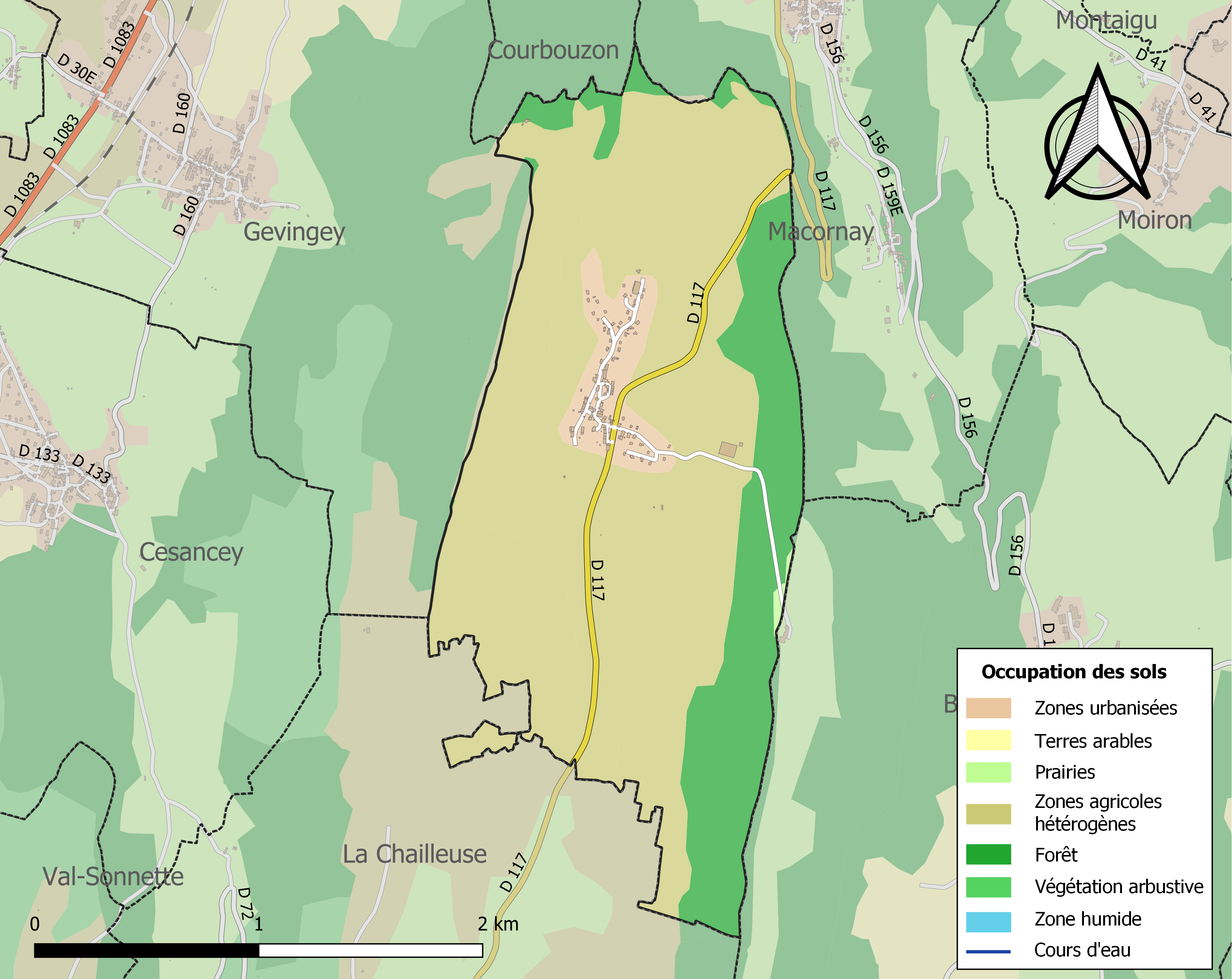
Carte des infrastructures et de l'occupation des sols de la commune en 2018 (CLC).

## Histoire
```
   GERUGE (39)
```

Extrait du Dictionnaire GEOGRAPHIQUE, HISTORIQUE et STATISTIQUE Des communes de la Franche-Comté De A. ROUSSET
Tome III (1854)
Situation : en bordure du premier plateau dominant le Revermont
Arrondissement, canton, bureau de poste de Lons le Saunier (à 7 km au sud); perception de Cesancey ; paroisse de St Laurent de la Roche (à 5 km).
Altitude 470m
Sur la voie de grande communication N°4 qui conduit de Lons le Saunier à Montfleur.
Chemins vicinaux tirant à Arthenas, à Gevingey, et les chemins « de Gravelle » et des « Feuilles ».
Communes limitrophes :
Au Nord, Courbouzon et Macornay ; au Sud St Laurent de la Roche ; à l’Est, Vaux sous Bornay et Bornay ; à l’Ouest, Gevingey.
Mont-Orient fait partie de la commune.
Les maisons d’un seul rez-de-chaussée sont groupées et construites en pierres couvertes soit en tuiles soit en chaume.
Population :
En 1790 : 181 hts ; en 1846 : 218 hts ; en 1851 : 211 hts, dont 119 hommes et 92 femmes. 27 maisons -dont 1 au Mont-Orient- abritent 47 ménages. Les jeunes émigrent.
Etat-Civil :
Les registres les plus anciens datent de 1707. Antérieurement, les paroissiaux à consulter sont ceux de St Laurent. Vocable : la Vierge, Sébastien et Catherine. Des lacunes de 1767 à 1793.
A la mairie depuis 1793 sauf les tables décennales déposées aux archives départementales où Geruge a reçulescotes5E229/55E229/7 3E420 3E4267-4272 3E8062
Tables décennales : 3 E 1222 à 1231.
Microfilmé sous les cotes 5 Mi 529-530 5 Mi 1261 5 Mi 11-12 5 Mi 1183
Cadastre:
Exécuté en 1810 porte sur 436 Ha divisés en 880 parcelles réparties à 136 propriétaires dont 65 forains. 270 ha de terres labourables, 95 ha de pâtures, 33 ha de bois, 4 ha de vignes.
Le sol varié est d’une fertilité moyenne et les produits de la terre très diversifiés ; on importe la moitié du vin consommé.
L’élevage porte sur les bêtes à cornes, les porcs, les moutons. Peu de ruches.
Carrières de pierre à bâtir non exploitées.
Une fruitière produit annuellement 5000 kg de fromage façon gruyère. Le chalet acquis en 1854 doit être transformé en maison commune.
Le cabaretier est le seul patentable.
```
      Date : 07/03/2011 Cegfc : Centre d’entraide généalogique de Franche-Comté Page : 3
```

Biens communaux : 30 garçons et 22 filles fréquentent la salle d’étude. Le cimetière entoure la chapelle. Trois fontaines avec lavoirs et abreuvoirs.
Un ancien puits sans eau.
NOTICE HISTORIQUE
De la tour de Mont-Orient, d’origine romaine on a un des plus beaux points de vue de la province à la fois sur les Monts Jura et la plaine de Bresse. Ses décombres ont révélé des restes d’armures et des monnaies impériales. Détruite au moment des Grandes invasions burgondes et autres, la tour fut reconstruite au Moyen Âge et dès lors le village s’ édifia sous sa protection. Il dépendait de la seigneurie de St Laurent et en relevait en toute justice. Le château occupait le sommet du rocher de Mont Orient (40m X 60m), à pic sur 3 côtés. Le troisième côté était défendu par un fossé creusé jusqu’à 8 m de largeur et de profondeur. Il avait appartenu un moment vers 1350 à Cherbert de Châlons fils naturel de Hugues de Châlons-Arlay Ier qui l’avait acheté à Marguerite de Ruffey épouse d’Hugues de Vienne. Quoique réputé imprenable, il n’en reste aujourd’hui que des ruines non loin desquelles s’élève la maison de M. Vernier sénateur d’Empire pair de France.
La chapelle date de 1478. En 1715 un incendie occasionna de graves dégâts a bien des maisons dont la cure. L’église actuelle date du XVIIIème est couverte en laves ainsi que le clocher rétabli en 1778. On raconte que le petit cimetière à l’entour devint insuffisant lors de l’épidémie de peste vers 1650 qui anéantit la population du village. Les villages voisins refusèrent énergiquement d’accueillir les morts et on ne sait où exactement ils furent enterrés.
Les événements notables sont les mêmes que ceux de St Laurent la Roche (se reporter à cette notice).
Date : 07/03/2011 Cegfc : Centre d’entraide généalogique de Franche-Comté Page : 4

## Politique et administration

### Élections municipales et communautaires

#### Liste des maires
| Période   | Période  | Identité           | Étiquette | Qualité  |
| --------- | -------- | ------------------ | --------- | -------- |
| mars 2001 | 2020     | Louis-Paul Candela | DVG       | Retraité |
| 2020      | En cours | Sylvie Lagarde     |           |          |

## Population et société

### Démographie
L'évolution du nombre d'habitants est connue à travers les recensements de la population effectués dans la commune depuis 1793. Pour les communes de moins de 10 000 habitants, une enquête de recensement portant sur toute la population est réalisée tous les cinq ans, les populations de référence des années intermédiaires étant quant à elles estimées par interpolation ou extrapolation. Pour la commune, le premier recensement exhaustif entrant dans le cadre du nouveau dispositif a été réalisé en 2006.

En 2022, la commune comptait 189 habitants, en évolution de +11,18 % par rapport à 2016 (Jura : −0,81 %, France hors Mayotte : +2,11 %).
| 1793 | 1800 | 1806 | 1821 | 1831 | 1836 | 1841 | 1846 | 1851 |
| ---- | ---- | ---- | ---- | ---- | ---- | ---- | ---- | ---- |
| 232  | 237  | 235  | 203  | 219  | 208  | 225  | 218  | 211  |

| 1856 | 1861 | 1866 | 1872 | 1876 | 1881 | 1886 | 1891 | 1896 |
| ---- | ---- | ---- | ---- | ---- | ---- | ---- | ---- | ---- |
| 201  | 185  | 181  | 187  | 169  | 161  | 179  | 171  | 159  |

| 1901 | 1906 | 1911 | 1921 | 1926 | 1931 | 1936 | 1946 | 1954 |
| ---- | ---- | ---- | ---- | ---- | ---- | ---- | ---- | ---- |
| 144  | 148  | 166  | 144  | 122  | 111  | 115  | 127  | 109  |

| 1962 | 1968 | 1975 | 1982 | 1990 | 1999 | 2006 | 2011 | 2016 |
| ---- | ---- | ---- | ---- | ---- | ---- | ---- | ---- | ---- |
| 101  | 88   | 82   | 78   | 87   | 146  | 160  | 167  | 170  |

| 2021 | 2022 | - | - | - | - | - | - | - |
| ---- | ---- | - | - | - | - | - | - | - |
| 183  | 189  | - | - | - | - | - | - | - |

## Culture locale et patrimoine

### Lieux et monuments

#### Voies
| 10 odonymes recensés à Geruge au 11 novembre 2013 | 10 odonymes recensés à Geruge au 11 novembre 2013 | 10 odonymes recensés à Geruge au 11 novembre 2013 | 10 odonymes recensés à Geruge au 11 novembre 2013 | 10 odonymes recensés à Geruge au 11 novembre 2013 | 10 odonymes recensés à Geruge au 11 novembre 2013 | 10 odonymes recensés à Geruge au 11 novembre 2013 | 10 odonymes recensés à Geruge au 11 novembre 2013 | 10 odonymes recensés à Geruge au 11 novembre 2013 | 10 odonymes recensés à Geruge au 11 novembre 2013 | 10 odonymes recensés à Geruge au 11 novembre 2013 | 10 odonymes recensés à Geruge au 11 novembre 2013 | 10 odonymes recensés à Geruge au 11 novembre 2013 | 10 odonymes recensés à Geruge au 11 novembre 2013 | 10 odonymes recensés à Geruge au 11 novembre 2013 | 10 odonymes recensés à Geruge au 11 novembre 2013 |
| Allée                                             | Avenue                                            | Bld                                               | Chemin                                            | Cours                                             | Impasse                                           | Montée                                            | Passage                                           | Place                                             | Quai                                              | Rd-point                                          | Route                                             | Rue                                               | Ruelle                                            | Autres                                            | Total                                             |
| ------------------------------------------------- | ------------------------------------------------- | ------------------------------------------------- | ------------------------------------------------- | ------------------------------------------------- | ------------------------------------------------- | ------------------------------------------------- | ------------------------------------------------- | ------------------------------------------------- | ------------------------------------------------- | ------------------------------------------------- | ------------------------------------------------- | ------------------------------------------------- | ------------------------------------------------- | ------------------------------------------------- | ------------------------------------------------- |
| 0                                                 | 0                                                 | 0                                                 | 4                                                 | 0                                                 | 0                                                 | 0                                                 | 0                                                 | 0                                                 | 0                                                 | 0                                                 | 2                                                 | 4                                                 | 0                                                 | 0                                                 | 10                                                |
| Notes « N »                                       | Notes « N »                                       | Notes « N »                                       | 1. 2. 3. Néant                                    | 1. 2. 3. Néant                                    | 1. 2. 3. Néant                                    | 1. 2. 3. Néant                                    | 1. 2. 3. Néant                                    | 1. 2. 3. Néant                                    | 1. 2. 3. Néant                                    | 1. 2. 3. Néant                                    | 1. 2. 3. Néant                                    | 1. 2. 3. Néant                                    | 1. 2. 3. Néant                                    | 1. 2. 3. Néant                                    | 1. 2. 3. Néant                                    |
|                                                   |                                                   |                                                   |                                                   |                                                   |                                                   |                                                   |                                                   |                                                   |                                                   |                                                   |                                                   |                                                   |                                                   |                                                   |                                                   |

#### Édifices
- Chapelle Saint-Sébastien (XVe siècle).

### Héraldique
| Blason de Geruge | Blason  | Divisé en chevron : au 1er de gueules chargé à dextre d'un soleil d'or et à senestre d'une cloche du même, au 2d du même au casque de centurion romain au naturel* soutenu de deux flèches de gueules, ferrées d'argent*, posées en fasce l'une au-dessus de l'autre, la première contournée ; au chevron d'argent bordé crénelé d'azur en chef, brochant sur la partition.                                                                             |
| Blason de Geruge | Détails | Tel que décrit ci-dessus, le heaume romain peut être teint soit d'argent, soit d'acier. On cherchera à privilégier l'acier pour éviter une enquerre. Pour les flèches cependant, le blasonnement d'argent constituerait une faute. * Il y a là non-respect de la règle de contrariété des couleurs : ces armes sont fautives (chevron d'argent sur champ d'or, bordé en chef au lieu d'en pointe). Création de Romain Bey, adoptée le 16 décembre 2014. |

### Cartes
1. ↑  IGN, « Évolution comparée de l'occupation des sols de la commune sur cartes anciennes », sur remonterletemps.ign.fr (consulté le 15 juillet 2023).